# 不證自明
在認識論（知識論）中，一個不證自明命題（a self-evident proposition）之正確性無需透過推理證明，而是透過理解命題本身含義的正確與否而得到其正確性、或由基本的理智得知其正確性。
一些認識論學者認為不可能存在不證自明的命題；但對於大多數認識論學者來說，以下即為一個不證自明（self-evident）例子：一般人相信自己是有意識的。然而，其他人是否有意識則不是不證自明的。
以下命題常被認為是不證自明的：
- 有限的整體大於或等於它的任何部分

若以邏輯論證試圖得到一個不證自明的結論，只會顯示出論證者不清楚論證的目的：由一個或多個前提得出不同於這些前提的結論。（參見不相干的謬誤和乞求問題）。

## 分析命題
有時有人說，一個不證自明命題的否定是自相矛盾的。有時也有人說，一個分析命題的否定是自相矛盾的。但這兩個概念意味著不同的東西，即一個分析命題並不總是一個不證自明的命題。 （例如：「有限的整體大於或等於它的任何部分」的反命題。 ) 另一方面，「所有單身漢都沒有結婚」的分析命題並非不證自明的，因為在任何狀況下，這個命題皆為真。
如果一個人理解並相信一個不證自明的命題，那麼這個命題就不需要被證明。同樣的，我們也不需要證明這個命題的否定是自相矛盾的。在這個意義上，在不證自明和分析命題中造成自相矛盾原因是不同的。
並非所有的分析命題都是不證自明的，有時有人也聲稱並非所有不證自明的命題都是分析命題：例如，我知道我是有意識的。

## 其他用途

### 非正式用語
在非正式用語中，不證自明通常僅意味著明顯的。但在知識論中，不證自明有較嚴格的定義。

### 道德命題
道德命題也可能被認為是不證自明的，儘管大衛休謨提出的「實然-應然」問題認為無法僅由「實然」命題推論出「應然」命題。
例如，亞歷山大·漢密爾頓在聯邦黨人第 23 號中引用了以下不證自明的道德主張：
- 手段應該與目的相稱。
- 每種權力都應該與其對象相稱。
- 不應該限制旨在實現本身無法被限制的目的的權力。

美國獨立宣言中有一個著名的不證自明的道德命題，此宣言指出：「我們認為以下真理是不證自明的：人人生而平等，而且造物主賦予他們某些無法被剝奪的權利，包括生命權、自由權和追求幸福的權利。」；但從哲學上講，這些命題是否真的是不證自明的是值得商榷的。